# Северная Кванза
Се́верная Ква́нза (порт. Kwanza-Norte) — провинция в северо-западной части Анголы. Административным центром Северной Кванзы является город Ндалатандо. Площадь её равна 24 190 км². Численность населения — 427 971 человек (2014 год).

## География
К западу от неё расположена провинция Бенго, к северу — провинция Уиже, к востоку — провинция Маланже, к югу — провинция Южная Кванза. Провинция лежит севернее реки Кванза, в 100 километрах восточнее Луанды.
В этой провинции находятся крупнейшие массивы тропических джунглей, сохранившихся на территории Анголы. В остальном типичным природным ландшафтом Северной Кванзы является саванна.

## Административное деление
- Амбака (Ambaca)
- Банга (Banga)
- Болонгонго (Bolongongo)
- Камбамбе (Cambambe)
- Казенго (Cazengo)
- Голунго-Алту (Golungo Alto)
- Гонгембо (Gonguembo)
- Лукала (Lucala)
- Кикулунго (Quiculungo)
- Самба-Кажу (Samba Caju)

## Экономика
Основа хозяйства провинции — сельское хозяйство. Развиты скотоводство, выращивание кофе, хлопчатника, фруктов. Производится заготовка древесины. В провинции имеются месторождения алмазов, золота и меди.
Через территорию Северной Кванзы проходит железная дорога Луанда — Маланже.